# Чуперчень (Космешть, Телеорман)
Чуперчень, Чуперчені (рум. Ciuperceni) — село у повіті Телеорман в Румунії. Входить до складу комуни Космешть.
Село розташоване на відстані 58 км на захід від Бухареста, 38 км на північ від Александрії, 124 км на схід від Крайови, 149 км на південь від Брашова.

## Населення
За даними перепису населення 2002 року у селі проживали 1629 осіб. Усі жителі села рідною мовою назвали румунську.
Національний склад населення села:
| Національність | Кількість осіб | Відсоток |
| -------------- | -------------- | -------- |
| румуни         | 1552           | 95,3%    |
| цигани         | 77             | 4,7%     |